# Borstbäcken

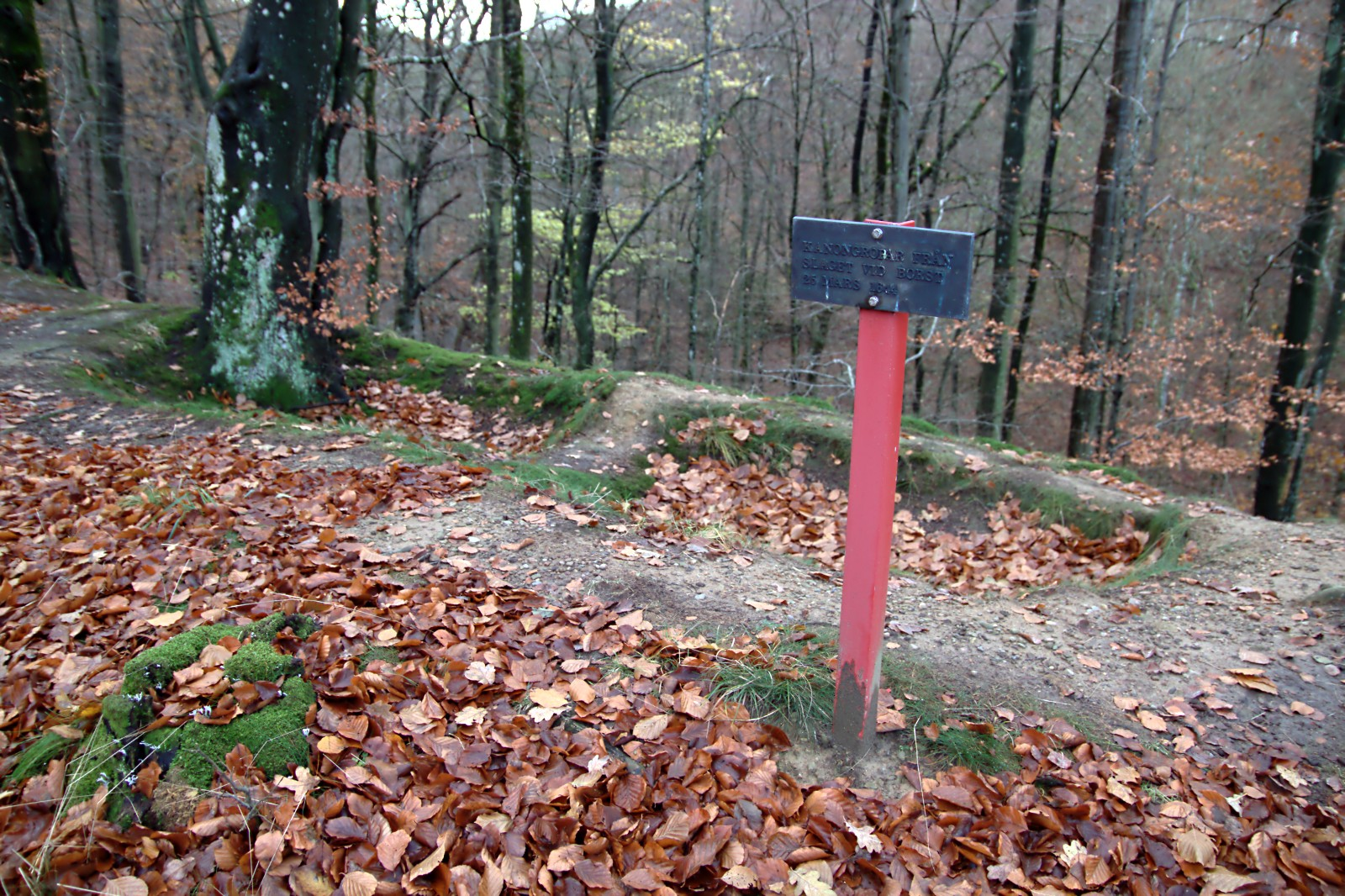
Kanonvärnet från slaget vid Borst

Borstbäcken är ett mindre vattendrag i mellersta Skåne.
Borstbäcken rinner huvudsakligen upp i trakten av Bjärsjölagård, i norra delen av Sjöbo kommun. Den rinner först västerut och en kortare sträcka genom de södra delarna av Hörby kommun för att sedan vända söderut där den bildar gräns mellan Hörby och Sjöbo kommuner. Slutligen bildar den gräns mellan Eslöv och Sjöbo kommuner när den strömmar ner i Vombsjön. En del av bäcken och kringliggande område utgör Borstbäckens naturreservat.
Borstbäcken är främst känd för Slaget vid Borst, 1644, vilket utspelade sig i bäckens dalgång under Horns krig.